# カリブ史

1700年から現在に至るまでの、中米・カリブ海地域の国境・勢力図の変化

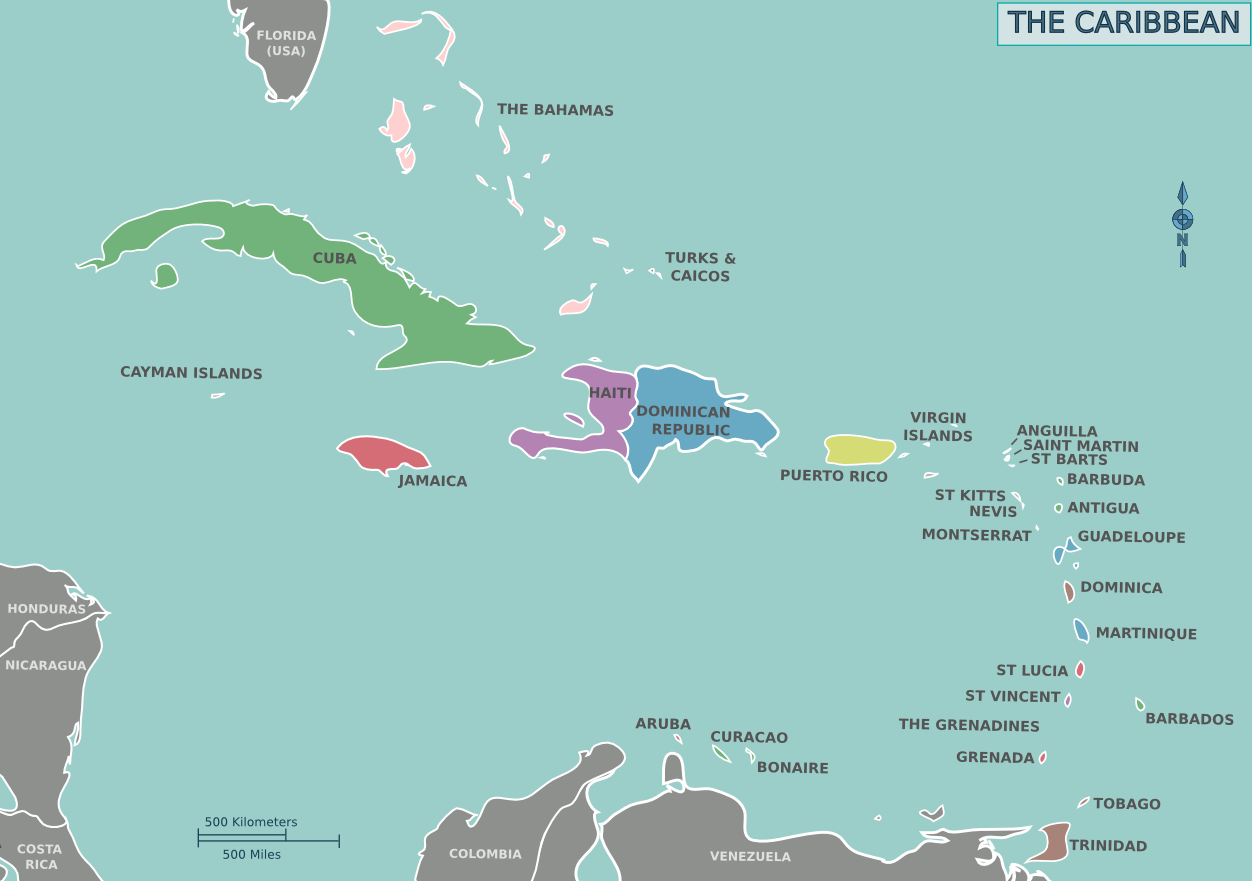
2008年現在のカリブ海地域、国別色分け地図

カリブ史（カリブし）はカリブ海域の西インド諸島とその周辺の関係の歴史を指す。

## 概要
アメリカ大陸部同様に先住民としてインディオが居住し、その歴史を有しているはずだが、大航海時代以降ヨーロッパ各国が植民地化して以降、ヨーロッパからの植民者や奴隷貿易によって移入された多くの黒人に圧倒され、外部からもたらされた伝染病により地域のインディオはほぼ絶滅しており、植民地時代以前の歴史はヨーロッパ人による記録と考古学的痕跡だけとなっている。
ヨーロッパ各国が侵入してくる前の大アンティル諸島の社会は、文化的共通性を持っており、そこで最も一般的だった政治社会の形態は、首長制だった。それは首長、貴族、平民である農民、戦争の捕虜などの奴隷の比較的簡単な成層社会であったが、国家社会ではなかった。スペイン侵入当時、エスパニュラ島には6、プエルト・リコには18の首長社会があった。首長の領域は分けられ、下位首長に委ねられ、その下に村の長がいた。
シボネー（グァナハタベイ）と呼ばれる漁労採集民が住んでいたキューバ島やエスパニョラ島の西端部を除く地域は、アラワク人がコヌコという農法で主食のヤムイモ、ユカなどの根菜類を作っていたほか、マメ、トウモロコシ、カボチャ、タバコなどを栽培していた。
小アンティル諸島には、カリブと呼ばれる民族が住んでいた。彼らは、南アメリカの熱帯林からの移住者だった。ここでは狩猟や漁労は男子が、コヌコでの耕作は女子が行なった。上手にカヌーを造り、アラワク社会をしばしば襲撃した。彼らは食人種であるといわれてきたが、そうではなく宗教儀式の一部として行われたに過ぎなかった。この儀礼食人はアステカ社会にもあった。

## 年表

### 先コロンブス期
- 11世紀頃 タイノ族がカリブ海に進出。ジャマイカ島など、島しょ部に定着する。
- 13世紀頭頃 カリブ族が南米から小アンティル諸島を北上し、アラワク族を征服。タイノ族と衝突する[2]。

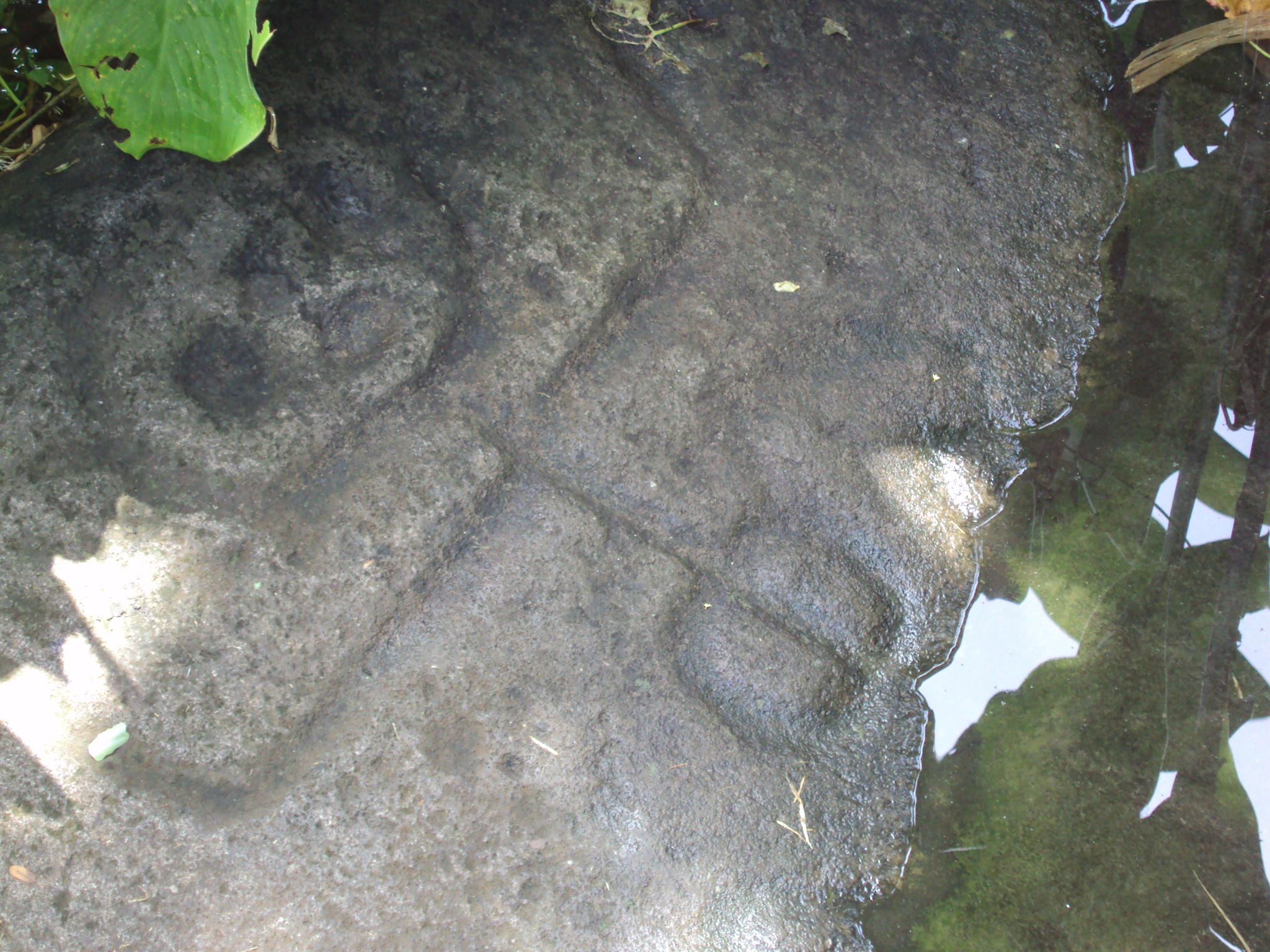
グアダルーペ島で発見された、アラワク族による石碑。

### 15世紀末から16世紀
- 1492年

コロンブスが西インド諸島、サン・サルバドル島に到達。新大陸「発見」
コロンブス、フアナ島(のちにキューバ島と改名)とイスパニョーラ島に到達。アンギラ島を発見。
- 1493年 スペイン帝国がドミニカ国、グアダルーペ島、モントセラト島、アンティグア島、セント・マーチン島、ヴァージン諸島、プエルトリコ島、ジャマイカ島を発見。
- 1496年 スペインがサントドミンゴを建設 - イスパニョーラ島植民地化始まる。
- 1498年 スペインがトリニダード島、トバゴ島、グレナダ島、セントビンセント島、マルガリータ島を発見。
- 1499年 スペインがキュラソー島、アルバ島、ボネール島を発見。
- 1502年 スペインがマルティニーク島を発見。
- 1508年 スペインがプエルトリコ島とアルバ島に植民。
- 1509年 スペインがジャマイカ島に植民。
- 1511年 スペインがバラコアを建設 - キューバの植民地化始まる。
- 1517年 スペインによってジャマイカ島最初の黒人奴隷が連行される。
- 1520年 スペイン人によって、バハマ諸島のルカヤン族が絶滅させられる。(1492年には人口40,000人程度だった)
- 1525年 スペインがマルガリータ島に植民。
- 1526年 スペインがボネール島に植民。
- 1527年 スペインがキュラソー島に植民。
- 1536年 ポルトガル帝国がバルバドス島を発見。
- 1592年 スペインがトリニダード島に植民。

### 17世紀
- 1623年 イギリスのトーマス・ワーナー卿がセントキッツ島に植民。
- 1627年 イギリスがバルバドス島に植民。
- 1628年 イギリスがネイビス島に植民。
- 1631年 オランダがセント・マーチン島に植民。
- 1632年 イギリスがモントセラト島とアンティグア島に植民。
- 1634年 オランダがスペイン領キュラソーを征服する。(八十年戦争および三十年戦争)
- 1635年 フランスがグアダルーペ島とマルティニーク島に入植。
- 1636年 オランダがスペイン領アルバ島、ボネール島を征服する。
- 1648年

八十年戦争終結。
イギリスがバハマ諸島に植民。
- 1649年 フランスがグレナダ島に植民。
- 1650年 イギリスがアンギラ島に植民。
- 1654年 オランダがトバゴ島に植民。
- 1655年 イギリスがスペイン領ジャマイカを征服する。(英西戦争（1654年-1660年）（英語版）)
- 1659年 フランスがスペイン領イスパニョーラ島西部を侵蝕。
- 1681年 イギリスが無人島であったタークス・カイコス諸島に植民。
- 1697年 レイスウェイク条約によって、スペインがフランスにイスパニョーラ島の西側3分の1を割譲（現在のハイチ）。フランスはこの地をサント・ドマングと名付ける。(大同盟戦争)

### 18世紀
- 1719年 フランスがセントビンセント島に植民。
- 1734年 イギリスがケイマン諸島に植民。
- 1797年 イギリスがスペイン領トリニダード島を征服する(フランス革命戦争)。

### 19世紀
1844年 ドミニカ共和国が一時的に独立を宣言

## ヨーロッパ諸国によるカリブ植民地史
- スペインによるアメリカ大陸の植民地化
- ポルトガルによるアメリカ大陸の植民地化
- イギリスによるアメリカ大陸の植民地化
- オランダによるアメリカ大陸の植民地化

## 各国史
- アンティグア・バーブーダの歴史
- キューバの歴史
- グレナダの歴史
- ジャマイカの歴史
- セントクリストファー・ネイビスの歴史
- セントビンセント・グレナディーンの歴史
- セントルシアの歴史
- ドミニカ共和国の歴史
- ドミニカ国の歴史
- トリニダード・トバゴの歴史
- ハイチの歴史
- バハマの歴史
- バルバドスの歴史

## 非独立地域の歴史
以下の独立国ではない地域の歴史はそれぞれの歴史節を参照。
- アメリカ合衆国領：米領ヴァージン諸島 - プエルトリコ
- イギリス領：アンギラ - 英領ヴァージン諸島 - ケイマン諸島 - タークス・カイコス諸島 - バミューダ諸島 - モントセラト

（イギリス領の西インド諸島全部を合わせて英領西インド諸島ともいう。）
- オランダ領（旧蘭領アンティル）：アルバ - シント・マールテン - カリブ・オランダ（ボネール島 - シント・ユースタティウス島 - サバ島）
- フランス領：グアドループ - サン・バルテルミー島 - サン・マルタン島 - マルティニーク

（関連として南アメリカ大陸の仏領ギアナも参照。）